# Cylistella scarabaeoides
Cylistella scarabaeoides là một loài nhện trong họ Salticidae.
Loài này thuộc chi Cylistella. Cylistella scarabaeoides được Octavius Pickard-Cambridge miêu tả năm 1894.